# コロンビアの鉄道

コロンビアの鉄道網

コロンビアの鉄道（コロンビアのてつどう）では、コロンビアの鉄道について記す。

## 歴史
かつてパナマはコロンビアの一部だったため、1855年開通のパナマ地峡鉄道がコロンビア最古の鉄道とされている。1860年代に入ると、ボゴタ、メデジン、バランキージャなどの主要都市で民間の鉄道会社が設立し、鉄道計画が策定された。しかし、コロンビアは険しい山地が多く鉄道建設は技術的、経済的な困難に直面した。当時はマグダレナ川の水運がコロンビアの主要交通機関として機能していたため、鉄道は河川港と都市を結ぶ補助的な役割に留まることになった。初期の代表的鉄道会社には、ボゴタ・サバナ鉄道（en:Bogotá Savannah Railway）やアンティオキア鉄道（en:Antioquia Railway）がある。
第二次世界大戦後、コロンビア政府は全国的な鉄道網の構築を目指し、1954年にコロンビア国鉄を発足させた。しかし、自家用車の普及に伴い鉄道の需要は減少が続いた。巨額の赤字が政治問題となり、1991年に国鉄解散が決定した。国鉄消滅によりコロンビアの旅客鉄道は事実上終焉となったが、貨物輸送を担当する地域会社が発足し、石炭や石油などの資源を港に輸送している。
1995年、コロンビア第二の都市メデジンは近代的な都市交通メデジンメトロを開業した。路線は旧アンティオキア鉄道の土地の一部を利用している。首都ボゴタでも旧ボゴタ・サバナ鉄道再開の計画があり、レジオ・トラム（en:RegioTram）が建設中である。

## 軌間
コロンビアの鉄道の軌間は標準軌および狭軌（3フィート）である。
- 標準軌（1,435 mm）

150km
- 3フィート（914 mm）

3,154km(内2,611kmは運行中)

## 事業者
- 太平洋鉄道（Ferrocarril del Pacifico）
- 西部鉄道会社（Ferrocarril del Oeste）
- 大西洋鉄道（Ferrocarril del Atlantico）
- Ferrocarriles del Norte de Colombia S.A.（FENOCO）
- Cerrejón

## 隣接国との鉄道接続状況
- ベネズエラ - 接続あり。ただし、運行はしていない。
- ブラジル - 接続なし
- ペルー - 接続なし
- エクアドル - 接続なし
- パナマ - 接続なし